# Ткаченко, Илья Иванович (1924—1943)
Илья́ Ива́нович Ткаче́нко (1924 — 27.09.1943) — командир миномётного взвода 78-го гвардейского стрелкового полка 25-й гвардейской стрелковой дивизии 6-й армии Юго-Западного фронта, гвардии лейтенант. Герой Советского Союза (1944, посмертно).

## Биография
Родился в 1924 году в городе Кременчуг ныне Полтавской области. Украинец.
В 1941 году окончил десять классов средней школы № 6 (ныне школа № 13). После начала войны в июне 1941 года семья была эвакуирована в Омск. В Омске Ткаченко начал работать на заводе.
В 1942 году призван в ряды Красной Армии. В том же году окончил Омское военное пехотное училище. В боях Великой Отечественной войны с июля 1942 года. Воевал на 3-м Украинском и Юго-Западном фронтах.
В сентябре 1943 года 78-й гвардейский стрелковый полк вышел к Днепру в районе Синельниково Днепропетровской области. В ночь на 26 сентября 1943 года миномётный взвод под командованием гвардии лейтенанта И. И. Ткаченко получил задание форсировать реку и захватить плацдарм на её правом берегу. Командир взвода быстро организовал переправу. Уже вблизи от берега в лодку, где находился И. И. Ткаченко, попал вражеский снаряд. Часть бойцов погибла, командир был тяжело ранен, но продолжал командовать взводом. Несмотря на ожесточённый артиллерийско-миномётный огонь противника, гвардейцы в числе первых переправились на правый берег в районе села Войсковое Солонянского района Днепропетровской области и ворвались в траншеи врага. Развивая наступление, они захватили высоту «130,3». Вскоре подошло подкрепление. Пять контратак отбили. Они уничтожили четыре танка и около двух батальонов пехоты противника. 27 сентября 1943 года в ожесточённом бою на плацдарме погиб командир взвода гвардии лейтенант Илья Иванович Ткаченко.
Указом Президиума Верховного Совета СССР от 19 марта 1944 года за мужество и героизм, проявленные при форсировании Днепра и удержании плацдарма на его правом берегу гвардии лейтенанту Илье Ивановичу Ткаченко посмертно присвоено звание Героя Советского Союза.

## Награды
Награждён орденами Ленина, Отечественной войны 1-й степени.

## Память
Именем Героя названы улица и переулок в городе Кременчуг. На здании школы, где учился Герой, установлена мемориальная доска.